# Budapest IV. kerülete
Budapest IV. kerülete Budapest egyik kerülete a Duna folyam bal partján, amelynek a kerületi önkormányzat által megállapított neve Újpest. Területe 18,8 km², lakóinak száma közel százezer fő.
A kerületet 1950-ben, Nagy-Budapest létrehozásakor úgy alakították ki, hogy az addig önálló Újpest városa mellett ide került az addig Rákospalotához tartozott Istvántelek is. Bár Budapestnek a bővítés előtt már 14 kerülete volt, a IV. sorszámot az újonnan a városhoz csatolt Újpest azért kaphatta meg, mert az átszervezés során az addigi IV. és V. kerületet összevonták, így a IV. szám felszabadult, az új kerületeket pedig a korábbi hagyománynak megfelelően északon kezdve az óramutató járásának megfelelő sorrendben sorszámozták. A IV. kerület eredetileg a Belváros volt, amelyet Lipótvárossal vontak össze.

## Fekvése
A IV. kerület a Duna folyam bal partján, Budapest északi részén fekszik, a Pesti-síkság része.
Északon a főváros határa (Dunakeszi, illetve a Dunakeszi-tőzegtavak), keleten a XV. (Rákospalota), délen a XIV. (Zugló), délnyugaton a XIII. kerület (Angyalföld), nyugaton a Duna folyam, azáltal a III. kerület (Óbuda) határolja.

## Jelképei
A címer álló, csücskös talpú, vörös színű pajzs, mezejében kétágú arany horgony, két láncszemmel. A pajzson arany korona, amiből három ág látszik.
Újpest zászlaja téglalap alakú, a rudazatra merőlegesen hosszanti sávos, színe vörös és arany. A színek árnyalatukban megegyeznek a címerben használt színekkel. A zászló mértani középpontjában Újpest címere – hímzett vagy nyomott formában – van.

## Története

### Újpest a Budapesthez csatolásáig
Az 1830-as években alapították a települést Rákospalota határában, 1840-ben alakult önálló községgé, amelyet 1841-től neveztek hivatalosan Új-Pestnek. Az új település fejlődésében mecénásként meghatározó szerepe volt Károlyi Sándornak. A 19. század utolsó évtizedeiben Újpest rohamosan fejlődő egyre jelentősebb ipari településsé vált, 1907-ben rendezett tanácsú várossá alakult. 38 ipari vállalata révén Magyarország városai közül ipari termelés tekintetében már a negyedik helyen állt. 1950-ben, Nagy-Budapest létrehozásakor több más településsel együtt Budapesthez csatolták, ekkor alakult határainak kis mértékű módosításával a főváros IV. kerületévé.

### Az új IV. kerület

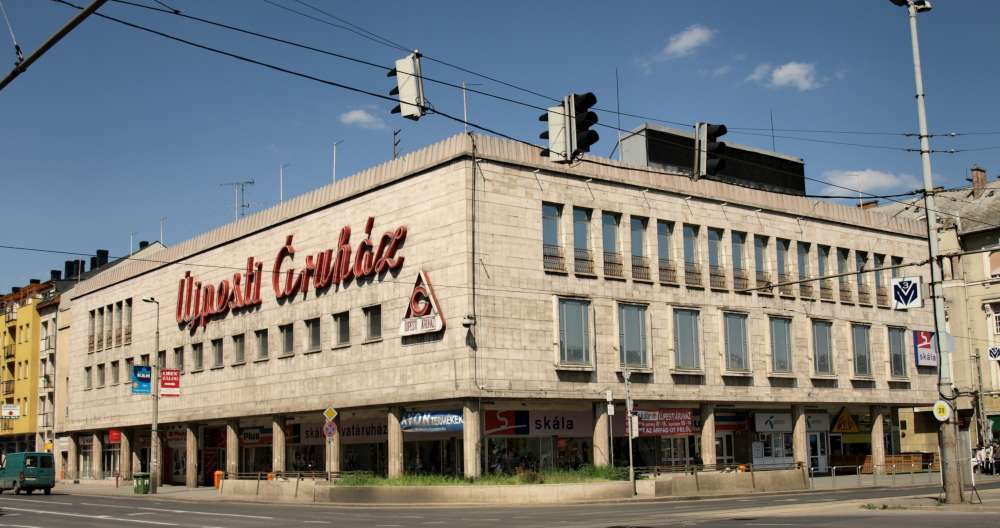
Az Újpesti Áruház

Újpestet – sok más településsel együtt – 1950. január 1-jével Budapesthez csatolták. Ekkor kapta a IV. sorszámot, melyet addig a Belváros viselt, de amelyet a kerületi beosztás átalakítása folytán az V. kerülethez csatoltak.
Ekkor hozták létre a városrész neves sportegyesületét, az Újpesti Dózsa SE-t is. Az elődjét UTE néven 1885. június 16-án alapították, amely nevet a rendszerváltás óta újra használják.
1952-ben az István utca és az Árpád sarkán épült fel szocreál stílusban az emeletes Újpesti Áruház, melyet a helyiek gyakran manapság is „Állami”-ként emlegetnek. Itt játszódik az Állami Áruház című film (1952, rendező: Gertler Viktor), a legendás Latabár Kálmán alakításával, Fényes Szabolcs slágereivel. (A filmet nem itt forgatták.)

### Az 1956-os forradalom és szabadságharc
Az 1956-os forradalom jelentős eseményei kapcsolódnak a kerülethez. Az események október 24-én kezdődtek, amikor hajnalban egy huszonhárom éves férfi halálos lövést kapott. Három nappal később megérkezett az ÁVH különítménye, amely több alkalommal belelőtt a tiltakozó tömegbe. Összecsapások történtek a Megyeri Csárdánál, az Újpesti vasúti hídnál, a rákospalotai vasúti átjárónál, a Béke úti aluljáró környékén, valamint erős ellenállás folyt a Könyves Kálmán Gimnáziumnál, amely a szabadságharcosok főhadiszállása volt. A fegyveres összecsapások november 12-én értek véget. A harcokban 52 újpesti lakos vesztette életét, köztük egy 9 éves kisfiú is. Tizennégy –, vagy valamivel több – orosz kiskatona halt meg. Jelentős volt az anyagi kár, több magánház és lakás sérült meg, de a középületek szenvedték el a legsúlyosabb károkat. Közülük a "Könyves" egy része szinte teljesen megsemmisült. A pártház (a mai Ifjúsági ház helyén álló épület) és a tanácsháza előtt páncélautók még hetekig óvták a rendet.

### A Kádár-korszak
Annak ellenére, hogy Újpest kiemelten kezelt munkáskerület volt, rekonstrukciója meglehetősen későn, az 1970-es évek elején kezdődött, és összefüggött a 3-as metró építésével.
A nagyarányú lakótelepi építkezések miatt a városrész jellege teljesen megváltozott. 1969–1986 között a kerület központjában több ütemben felépült lakótelep 16 840 lakásában 36 ezren élnek.

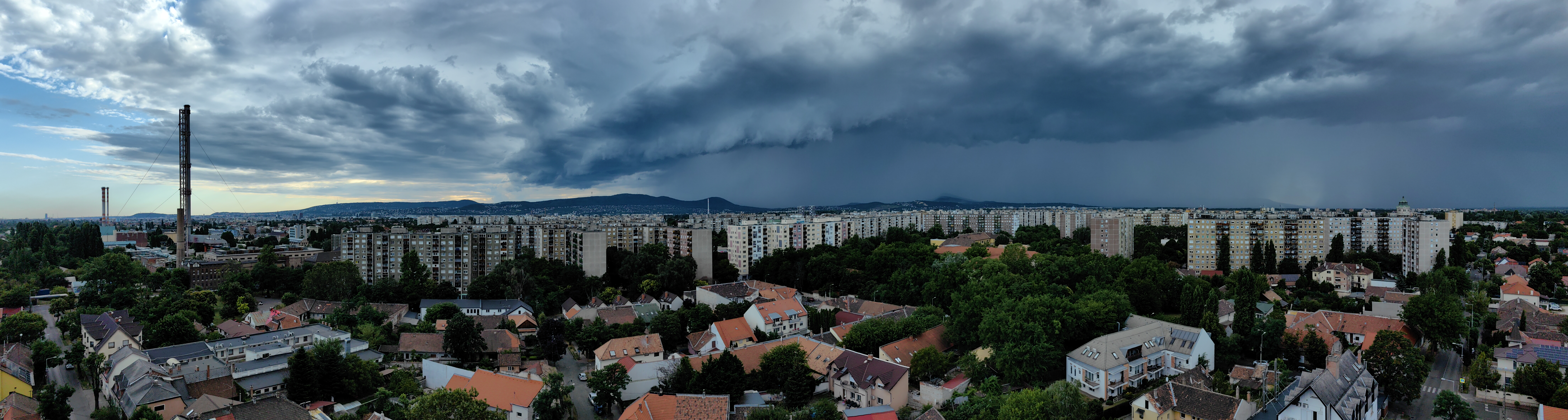
Újpesti panoráma

Két ütemben közel 5000 lakást bontottak le, és helyükre különböző beépítési formákban, általában 5 és 11 szintes épületekben mintegy 16 000 lakás, 136 általános iskolai tanterem, 1500 óvodai és 740 bölcsődei férőhely és 15 000 négyzetméter alapterületű kereskedelmi és szolgáltató létesítmény épült.
1982-ban kezdetét vette Újpest szélén egy új városrész kialakítása, Káposztásmegyeré.

## Politika

### Polgármesterei
| Ciklus    | Név                 | Jelölő szervezet(ek)                  | Megjegyzés |
| --------- | ------------------- | ------------------------------------- | ---------- |
| 1990–1994 | Dr. Derce Tamás     | SZDSZ                                 |            |
| 1994–1998 | Dr. Derce Tamás     | Újpestért E.–Fidesz–MDF–KDNP          |            |
| 1998–2002 | Dr. Derce Tamás     | Fidesz–FKGP–MDF-UE                    |            |
| 2002–2006 | Dr. Derce Tamás     | Újpestért E.–Fidesz–MDF               |            |
| 2006–2010 | Dr. Derce Tamás     | Újpestért E.                          |            |
| 2010–2014 | Wintermantel Zsolt  | Fidesz-Újpestért E.                   |            |
| 2014–2019 | Wintermantel Zsolt  | Fidesz–KDNP                           |            |
| 2019–2024 | Déri Tibor          | Momentum–DK–MSZP–Párbeszéd–LMP        |            |
| 2024–     | Dr. Trippon Norbert | DK–Momentum–MSZP–LMP–Jobbik–Párbeszéd |            |

### A 2024-es önkormányzati választás eredménye
- A polgármester-választás eredménye[14]

| Jelölt neve        | Jelölő szervezet(ek) | Jelölő szervezet(ek)                                             | Szavazatok száma | Szavazatok aránya |
| ------------------ | -------------------- | ---------------------------------------------------------------- | ---------------- | ----------------- |
| Trippon Norbert    |                      | DK – Momentum – MSZP – LMP – Zöldek – Jobbik – Párbeszéd- ZÖLDEK | 21 579           | 46,9%             |
| Wintermantel Zsolt |                      | Fidesz – ÚE – KDNP                                               | 16 157           | 35,12%            |
| Nagy Dávid         |                      | MKKP                                                             | 5400             | 11,74%            |
| Pajor Tibor        |                      | Mi Hazánk                                                        | 1884             | 4,09%             |
| Mayer Ádám         |                      | Független                                                        | 740              | 1,61%             |
| Oravecz Attila     |                      | Nép Pártján                                                      | 249              | 0,54%             |
| Összesen           |                      |                                                                  | 46 009           | 100%              |

- A képviselőtestület-választás eredménye[15]

| Párt | Párt                                                             | Mandátumok | Képviselő-testület | Képviselő-testület | Képviselő-testület | Képviselő-testület | Képviselő-testület | Képviselő-testület | Képviselő-testület | Képviselő-testület | Képviselő-testület | Képviselő-testület | Képviselő-testület | Képviselő-testület | Képviselő-testület | Képviselő-testület | Képviselő-testület |
| ---- | ---------------------------------------------------------------- | ---------- | ------------------ | ------------------ | ------------------ | ------------------ | ------------------ | ------------------ | ------------------ | ------------------ | ------------------ | ------------------ | ------------------ | ------------------ | ------------------ | ------------------ | ------------------ |
|      | DK – Momentum – MSZP – LMP – Zöldek – Jobbik – Párbeszéd- ZÖLDEK | 13         | P                  |                    |                    |                    |                    |                    |                    |                    |                    |                    |                    |                    |                    |                    |                    |
|      | Fidesz – ÚE                                                      | 5          |                    |                    |                    |                    |                    |                    |                    |                    |                    |                    |                    |                    |                    |                    |                    |
|      | MKKP                                                             | 2          |                    |                    |                    |                    |                    |                    |                    |                    |                    |                    |                    |                    |                    |                    |                    |
|      | Mi Hazánk                                                        | 1          |                    |                    |                    |                    |                    |                    |                    |                    |                    |                    |                    |                    |                    |                    |                    |

### Országgyűlési képviselői
- 1990–1994: Dr. Fekete Gyula (MDF) (5. számú választókerület)
- 1990–1994: Török Ferenc (SZDSZ) (6. számú választókerület)
- 1994–2010: Csizmár Gábor (MSZP) (5. számú választókerület)
- 1994–2010: Kiss Péter (MSZP) (6. számú választókerület)
- 2010–2014: Dr. Hollósi Antal Gábor (Fidesz) (5. számú választókerület)
- 2010–2014: Wintermantel Zsolt (Fidesz) (6. számú választókerület)
- 2014: Kiss Péter (MSZP, 2014. július 29-ig) (Budapesti 11. sz. országgyűlési egyéni választókerület) [16]
- 2014–2018: Horváth Imre (MSZP) (Budapesti 11. sz. országgyűlési egyéni választókerület) [17]
- 2014–2018: László Tamás (Fidesz) (Budapesti 12. sz. országgyűlési egyéni választókerület)
- 2018–: Varju László (DK) (Budapesti 11. sz. országgyűlési egyéni választókerület)
- 2018–2022: Hajdu László (DK) (Budapesti 12. sz. országgyűlési egyéni választókerület)
- 2022- : Barkóczi Balázs (DK) (Budapesti 12. sz. országgyűlési egyéni választókerület)

## Népesség
A IV. kerület lakónépessége 2022. október 1-jén 94 391 fő volt, ami Budapest össznépességének 5,6%-át tette ki. A 2011-es népszámlálás óta 3893 fővel csökkent a kerület lakosság száma. Ebben az évben az egy km²-re jutó lakók száma, átlagosan 5015 ember volt. A IV. kerület népesség korösszetétele igen kedvezőtlen. 2022-ben a kerület lakónépességének a 13%-a 14 évnél fiatalabb, míg a 65 éven felülieké 21% volt. 2022-ben a férfiaknál 74,5, a nőknél 79,5 év volt a születéskor várható átlagos élettartam. A legmagasabb befejezett iskolai végzettség szerint az érettségi végzettséggel rendelkezők élnek a legtöbben a kerületben 32 000 fő, utánuk következő nagy csoport a diplomával rendelkezők 26 304 fővel. 2022-ben a 6 évnél idősebb népesség 89,2%-nál volt internet elérési lehetősége. A népszámlálás adatai alapján a kerület lakónépességének 10,7%-a, mintegy 10 082 személy vallotta magát valamely kisebbséghez tartozónak. A kisebbségek közül cigány, német és ukrán nemzetiségűnek vallották magukat a legtöbben.
A 19. század utolsó harmadától a IV. kerület lakosságszáma dinamikusan növekedett, egészen 1941-ig. A második világháború következtében a kerület a lakosságának a 10%-át veszítette el. A 80-as években ugrásszerűen megnőtt a kerület népessége. A legtöbben 1990-ben éltek a kerületben 108 453 fő. A 90-es évektől, egészen napjainkig csökken a kerület népességszáma, ma már kevesebben laknak a IV. kerületben, mint 1990-ben.
A 2022-es népszámlálási adatok szerint a magukat vallási közösséghez tartozónak valló IV. kerületiek túlnyomó többsége római katolikusnak tartja magát. Emellett jelentős egyház a kerületben, még a református.

### Iskolai végzettség
| Iskolai végzettség                | Iskolai végzettség               | Iskolai végzettség | Iskolai végzettség | Iskolai végzettség |
| --------------------------------- | -------------------------------- | ------------------ | ------------------ | ------------------ |
|                                   |                                  |                    |                    | fő                 |
| Általános iskolát nem végezte el  | Általános iskolát nem végezte el |                    | 7048               | 7048               |
| Általános iskola                  | Általános iskola                 |                    | 12555              | 12555              |
| Szakmunkás                        | Szakmunkás                       |                    | 11286              | 11286              |
| Érettségi                         | Érettségi                        |                    | 32000              | 32000              |
| Diploma                           | Diploma                          |                    | 26304              | 26304              |
| A 2022. évi népszámlálás szerint. |                                  |                    |                    |                    |

A 2001-es népszámlálási adatok alapján, a IV. kerületben a legmagasabb befejezett iskolai végzettség szerint az érettségi végzettséggel rendelkezők éltek a legtöbben 31 888 fővel. Második legnagyobb csoport az általános iskolai végzettséggel rendelkezőek voltak 25 317 fővel, utánuk következett a diplomával rendelkezők 14 263 fővel, az általános iskolai végzettséggel nem rendelkezők 13 167 fővel, végül a szakmunkások 12 593 fővel.
A 2011-es népszámlálási adatok alapján, a IV. kerületben a legmagasabb befejezett iskolai végzettség szerint az érettségi végzettséggel rendelkezők éltek a legtöbben 33 281 fővel. Második legnagyobb csoport a diplomával rendelkezőek voltak 20 951 fővel, utánuk következett az általános iskolai végzettséggel rendelkezők 16 496 fővel, a szakmunkás végzettséggel rendelkezők 13 292 fővel, végül az általános iskolai végzettséggel nem rendelkezők 7474 fővel.
A 2022-es népszámlálási adatok alapján, a IV. kerületben a legmagasabb befejezett iskolai végzettség szerint az érettségi végzettséggel rendelkezők éltek a legtöbben 32 000 fővel. Második legnagyobb csoport a diplomával rendelkezőek voltak 26 304 fővel, utánuk következett az általános iskolai végzettséggel rendelkezők 12 555 fővel, a szakmunkás végzettséggel rendelkezők 11 286 fővel, végül a szakmunkások 7048 fővel.

### Etnikai összetétel
A 2001-es népszámlálás adatok szerint a kerület lakossága 103 492 fő volt, ebből 95 763 fő magyarnak vallotta magát. A kerület lakosságának a 4,9%-a vallotta magát valamely kisebbséghez tartozónak. Magyar állampolgársággal rendelkező nemzetiségiek száma 3706 fő, míg a magyar állampolgársággal nem rendelkezők száma 1340 fő volt. Az első három legnagyobb nemzetiségi csoport a kerületben a cigány (782 fő), német (698 fő) és a szlovák (432 fő) volt. A cigányok aránya a népszámlálásokban szereplőnél lényegesen magasabb, akár három négyszerese is lehet.
A 2011-es népszámlálás adatok szerint a kerület lakossága 98 284 fő volt, ebből 84 161 fő magyarnak vallotta magát. A kerület lakosságának a 7,4%-a vallotta magát valamely kisebbséghez tartozónak. Magyar állampolgársággal rendelkező nemzetiségiek száma 5648 fő, míg a magyar állampolgársággal nem rendelkezők száma 1582 fő volt. Az első három legnagyobb nemzetiségi csoport a kerületben a cigány (1226 fő), német (957 fő) és a román (412 fő) volt. 10 év alatt a legjelentősebben a cigányok, németek és a románok száma nőtt.
A 2022-es népszámlálás adatok szerint a kerület lakossága 94 391 fő volt, ebből 82 985 fő magyarnak vallotta magát. A kerület lakosságának a 10,7%-a vallotta magát valamely kisebbséghez tartozónak. Magyar állampolgársággal rendelkező nemzetiségiek száma 8331 fő, míg a magyar állampolgársággal nem rendelkezők száma 1757 fő volt. Az első három legnagyobb nemzetiségi csoport a kerületben a német (780 fő), cigány (750 fő) és az ukrán (618 fő) volt. 11 év alatt a legjelentősebben az ukránok és a kínaiak száma nőtt.

### Vallási összetétel
IV. kerület lakóinak vallási összetétele 2022-ben
A 2001-es népszámlálási adatok alapján, a IV. kerületben a lakosság több mint fele (59%) kötődik valamelyik vallási felekezethez. A legnagyobb vallás a kerületben a kereszténység, amelynek legelterjedtebb formája a katolicizmus (43,6%). A katolikus egyházon belül a római katolikusok száma 43 080 fő, míg a görögkatolikusok 1907 fő. A kerületben népes protestáns közösségek is élnek, főleg reformátusok (12 458 fő) és evangélikusok (1886 fő). A zsidó vallási közösséghez tartózók száma 234 fő. Az ortodox kereszténység inkább az országban élő egyes nemzeti kisebbségek (oroszok, ukránok, románok, szerbek, görögök) felekezetének számít, számuk elenyésző az egész kerületi lakosságához képest (167 fő). Szerte a kerületben számos egyéb kisebb keresztény egyházi közösség működik. Jelentős a száma azoknak a kerületben, akik vallási hovatartozásukat illetően nem kívántak válaszolni (16,4%). Felekezeten kívülinek a kerület lakosságának 24,6%-a vallotta magát.
A 2011-es népszámlálás adatai alapján, a IV. kerületben a lakosság kevesebb mint fele (39,7%) kötődik valamelyik vallási felekezethez. Az elmúlt tíz év alatt a kerületi lakosság vallási felekezethez tartozása jelentősen csökkent, ennek egyik oka, hogy sokan nem válaszoltak. A legnagyobb vallás a kerületben a kereszténység, melynek legelterjedtebb formája a katolicizmus (27,6%). Az elmúlt tíz év alatt, a katolikus valláshoz tartozók száma 16%-kal esett vissza. A katolikus egyházon belül a római katolikusok száma 26 021 fő, míg a görögkatolikusok 1034 fő. A kerületben népes protestáns közösségek is élnek, főleg reformátusok (8170 fő) és evangélikusok (1309 fő). A zsidó vallási közösséghez tartózók száma 239 fő. A buddhista vallási közösséghez tartozók száma 200 fő. Az ortodox kereszténység inkább az országban élő egyes nemzeti kisebbségek (oroszok, ukránok, románok, szerbek, görögök) felekezetének számít, számuk elenyésző az egész kerületi lakosságához képest (175 fő). A muszlim vallási közösséghez tartozók száma 111 fő. Összességében elmondható, hogy az elmúlt tíz év során az ortodox és zsidó egyházon kívül, minden más egyházi felekezetekhez tartozók száma jelentősen csökkent. Jelentős a száma azoknak a kerületben, akik vallási hovatartozásukat illetően nem kívántak válaszolni (33%), tíz év alatt a számuk megduplázódott. Felekezeten kívülinek a kerület lakosságának 27,3%-a vallotta magát.
A 2022-es népszámlálás adatai alapján, a IV. kerületben a lakosság kevesebb mint a fele (34,1%) kötődik valamelyik vallási felekezethez. Az elmúlt tizenegy év alatt a kerületi lakosság vallási felekezethez tartozása jelentősen csökkent, ennek egyik oka, hogy sokan nem válaszoltak. A legnagyobb vallás a kerületben a kereszténység, amelynek legelterjedtebb formája a katolicizmus (23%). Az elmúlt tizenegy év alatt, a katolikus valláshoz tartozók száma 4,6%-kal esett vissza. A katolikus egyházon belül a római katolikusok száma 20 042 fő, míg a görögkatolikusok 1072 fő. A kerületben népes protestáns közösségek is élnek, főleg reformátusok (7375 fő) és evangélikusok (1119 fő). Az ortodox kereszténység inkább az országban élő egyes nemzeti kisebbségek (oroszok, ukránok, románok, szerbek, görögök) felekezetének számít, számuk elenyésző az egész kerületi lakosságához képest (187 fő). A buddhista vallási közösséghez tartozók száma 177 fő. A zsidó vallási közösséghez tartózók száma 127 fő. A muszlim vallási közösséghez tartozók száma 105 fő. Összességében elmondható, hogy az elmúlt tizenegy év során az ortodox és a görögkatolikus egyházon kívül, minden más egyházi felekezetekhez tartozók száma jelentősen csökkent. Jelentős a száma azoknak a kerületben, akik vallási hovatartozásukat illetően nem kívántak válaszolni (44,8%). Felekezeten kívülinek a kerület lakosságának 21,1%-a vallotta magát.

## Gazdaság

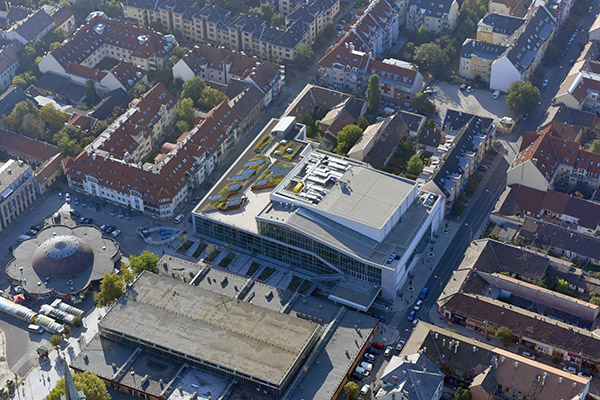
Újpesti piac és csarnok, légi fotó

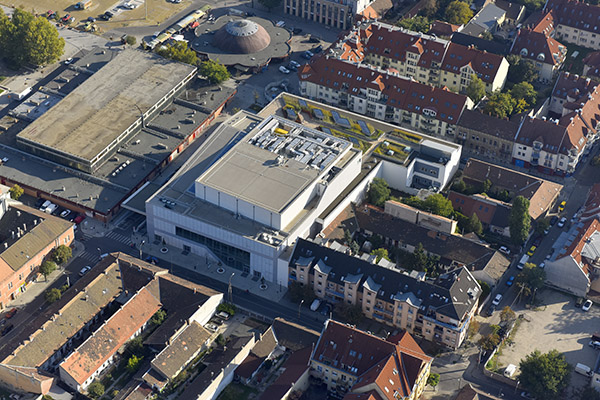
Piac csarnok légi felvételen, Újpest

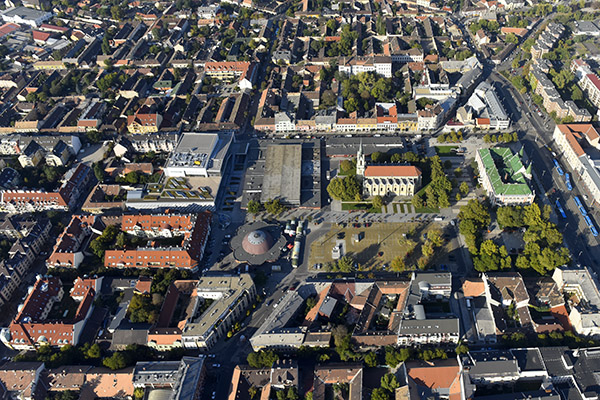
Az újpesti piac és csarnok látképe a magasból

A második világháborút követően Újpest a szocialista ipar egyik fellegvára lett. Olyan üzemek működnek itt, mint például a Chinoin, az Egyesült Izzó, a Bőrgyár, a Cérnagyár, a Pannónia Szőrmeárugyár, az Iskolabútor és Sportszerárugyár, a Duna Cipőgyár, a Budapesti Bányagépgyár vagy a Magyar Pamutipar. A rendszerváltás után az üzemek egy része bezárt, az épületeket más célokra hasznosították (például: MEO, Attila park). A mai időkben már csak a Chinoin, az amerikai General Electric tulajdonában lévő Tungsram (Egyesült Izzó), illetve a Cérnagyár  működik.

### Faipar
A 19. században Újpesten a két legjelentősebb ágazat a fafeldolgozás és a bőripar volt. A fafeldolgozást megalapozó Neuschloss család eleinte csupán kereskedelemmel foglalkozott, majd rátért az ipari megmunkálásra, s egy időben vasútépítési munkával kapcsolatos megbízásokat is kaptak. 1860-ban a család megalapította az Első Magyar Parkettagyárat. A reformkort követő időben Budapesten hatalmas építkezések folytak, s az így növekvő faanyag-iránti igény ösztönözte az ilyen jellegű vállalkozások elterjedését. 1908-ban három nagy és számos kisebb fafeldolgozó üzem működött a településen. Az 1920-as évek végén mintegy 16 nagyobb asztalos- és bútoripari üzem és 390 asztalos-kisiparos tevékenykedett a városban. Újpest ez időben Budapest és környékének legjelentősebb bútorgyártási központja volt.

### Bőripar
A bőripar meghonosodásánál a legfontosabb tényező a Duna volt. Kezdetben csak a környéki városokból, majd az igények rohamos növekedésével külföldről is kénytelenek voltak importálni nyersbőrt. A vágóhíd felépítésével az ellátási gondok enyhültek. Az első bőrüzemet a Lőwy család alapította, de az iparág felvirágoztatása a Wolfner család nevéhez kapcsolódik. Az üzem bőrcserzéssel, -kikészítéssel és gyapjúmosással foglalkozott.

### Vállalatok
IV. kerületi székhellyel rendelkező legnagyobb 20 vállalat nettó árbevétel alapján.
| Rangsor | Vállalat                                             | Nettó árbevétel (Mrd Ft) 2021 | Alkalmazottak | Főtevékenység                                         |
| ------- | ---------------------------------------------------- | ----------------------------- | ------------- | ----------------------------------------------------- |
| 1       | Ewellix AB Magyarországi Fióktelepe                  | 66,3                          | 5             | Gép, hajó, repülőgép ügynöki nagykereskedelem         |
| 2       | Volvo Autó Hungária Kereskedelmi és Szolgáltató Kft. | 32,8                          | 18            | Személygépjármű-, könnyűgépjármű kereskedelem         |
| 3       | EXPERT Zrt.                                          | 31,7                          | 86            | Számítógép, periféria, szoftver nagykereskedelem      |
| 4       | Messer Hungarogáz Kft.                               | 30,8                          | 326           | Ipari gáz gyártása                                    |
| 5       | CarNet Auto-Fort Kft.                                | 30,6                          | 153           | Személygépjármű-, könnyűgépjármű kereskedelem         |
| 6       | ALUKÖNIGSTAHL Kft.                                   | 29,2                          | 87            | Vegyestermékkörű nagykereskedelem                     |
| 7       | Coats Magyarország Kft.                              | 16,5                          | 170           | Textilszálak fonása                                   |
| 8       | Inter Traction Electrics Kft.                        | 16,2                          | 217           | Közúti gépjármű gyártása                              |
| 9       | Jánosik és Társai Kft.                               | 12,5                          | 1 139         | Általános épülettakarítás                             |
| 10      | Volvo Autó Galéria Kft.                              | 12,5                          | 66            | Személygépjármű-, könnyűgépjármű kereskedelem         |
| 11      | Gold Standard Diagnostics International Kft.         | 12,4                          | 4             | Egyéb természettudományi, műszaki kutatás, fejlesztés |
| 12      | PRIME RATE Kft.                                      | 11,6                          | 246           | Nyomtatás                                             |
| 13      | ITE Bus & Truck Kft.                                 | 11,3                          | -             | Gépjármű-kereskedelem                                 |
| 14      | Whitelab Service Kft.                                | 11,1                          | 45            | Egyéb humán-egészségügyi ellátás                      |
| 15      | Husqvarna Magyarország Kft.                          | 33                            | 1 363         | Vegyestermékkörű nagykereskedelem                     |
| 16      | BDI Hungary Kft.                                     | 11                            | 106           | Vegyestermékkörű nagykereskedelem                     |
| 17      | Work Force Kft.                                      | 10,3                          | 2 557         | Munkaerőkölcsönzés                                    |
| 18      | CompMarket Hungary Zrt.                              | 9,7                           | 48            | Számítógép, periféria, szoftver nagykereskedelem      |
| 19      | Diagon Kft.                                          | 9,5                           | 185           | Gyógyszerkészítmény gyártása                          |
| 20      | Wallis British Motors Kft.                           | 9,2                           | 25            | Személygépjármű-, könnyűgépjármű kereskedelem         |

## Közlekedés
A 3-as metró nyomvonala a „Nyugati pályaudvar” megállótól az „Újpest-Városkapu” megállóig nagyjából a Duna folyásával párhuzamosan a Váci út alatt halad. A végállomása a Belvárostól 9 km távolságra elhelyezkedő Újpest-központban található. A 2-es országút Vác irányába vezet. A kerület keleti oldalán a Budapest–Vác–Szob és a Budapest–Vácrátót–Vác-vasútvonal (70. és 71. sz. vasútvonal, újpesti állomások: Istvántelek, Rákospalota-Újpest), a délnyugati oldalán pedig a Budapest–Esztergom-vasútvonal (2. sz. vasútvonal, újpesti állomások: Újpest, Angyalföld) vezet. A budai oldallal az Újpesti vasúti híd és a Megyeri híd kapcsolja össze. Számtalan buszjárattal, valamint a 12-es és a 14-es villamossal lehet eljutni Újpestről a XV. és a XIII. kerületbe.
2007 decemberétől a Volánbusz 2-es úton közlekedő járatai (például Vác, Dunakeszi) már nem közlekednek az Árpád híd autóbusz-állomásig, hanem csak Újpest-Városkapu autóbusz-állomásig, igaz a metróállomás angyalföldi kijáratánál van a végállomásuk.
Két legfontosabb útja, a Váci út és az Árpád út országos közutak (a 2-es főút, illetve a 2102-es út) Budapesten belüli szakaszainak tekinthetők.
A IV. kerületet az alábbi BKK-, Volánbusz-, illetve MÁV-START üzemeltetésében álló járatok érintik:
- Metró:
- Villamos:  12, 14
- Autóbusz:  20E, 25, 30, 30A, 96, 104, 104A, 120, 121, 122E, 126, 126A, 147, 170, 196, 196A, 204, 220, 230, 270, 296, 296A
- Éjszakai autóbusz:  914, 914A, 930, 950, 950A, 996, 996A
- Elővárosi autóbusz:  300, 301, 302, 303, 305, 306, 308, 309, 310, 311, 312, 313, 314, 315, 316, 317, 318, 319, 320, 321, 872, 880, 882, 883, 884, 889, 890, 893
- Távolsági autóbusz:  1010, 1011, 1012, 1013, 1014
- Vasút:   S72   Z72   S76

### Hajó
Megyer és Pünkösdfürdő között közlekedett 5.00-tól 21.00-ig. Újpestről minden egész órakor indult, az utazási idő kb. 5 perc volt. A hajó csak személyszállításra volt alkalmas.
Az átkelőhajót 2011. január 1-jétől megszüntették. A Megyeri hídon át 2008 őszén elindult a 204-es buszjárat ami átvette a forgalmát. Így az Újpestre járó békásmegyeri dolgozóknak nem okoz problémát a munkába járás árvíz idején, illetve télen, mikor a Duna befagy. Ilyenkor ugyanis csak nagy kerülővel, több BKV-járattal tudtak közlekedni, az Árpád hídon keresztül.
A BKK-Duna 2012 és 2020 között üzemelt D11-es hajóvonalának az Újpesti-kikötőnél, az Árpád út Váci úti torkolatánál volt a felső végállomása.

### Hidak

#### Megyeri híd
A mintegy 2 km hosszú híd tervezése 1993-ban indult meg, de csak 2006-ban kezdték el építeni. A híd nevéről kétfordulós internetes szavazást rendeztek, mindkettőt Stephen Colbert amerikai komikus nyerte. A „Megyeri híd” elnevezést a földrajzinév-bizottság adta, mert Káposztásmegyert és Békásmegyert köti össze egymással. A hidat végül 2008. szeptember 30-án adták át, Budakalász és Újpest között húzódik, építési költsége 61,9 milliárd forint volt. A szentendrei Duna-ág felett acélhíd, a Duna fő ága felett ferdekábeles híd épült; az ártér felett feszített vasbeton szerkezetű. A hídon irányonként 2 forgalmi sávot építettek, és az átlagosnál szélesebb leállósávokat alakítottak ki, hogy a később esetlegesen megnövekvő forgalom miatt 3 forgalmi sávon haladhasson a közúti közlekedés. Északi oldalára kerékpárutat, a déli oldalára gyalogutat készítettek. A híd a Szentendrei-sziget felett húzódik, a szigetre azonban leágazást környezetvédelmi okok miatt nem építettek, ugyanis a környező terület Budapest fő ivóvíztermelő bázisa, így az esetleges szigeti forgalom veszélyeztetné az egészséges víz termelését.

#### Újpesti vasúti híd

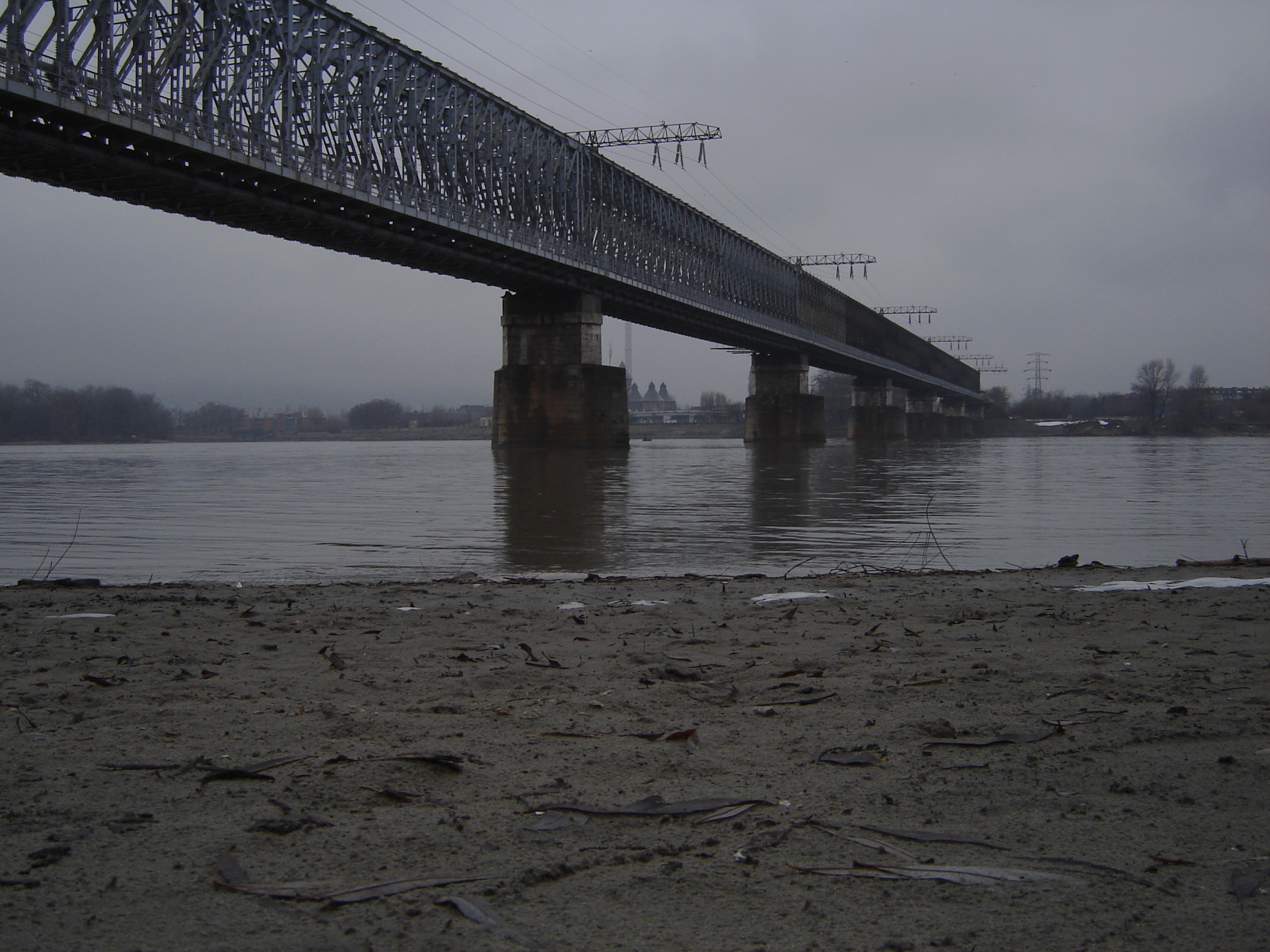
Az Újpesti vasúti híd a felújítás előtt, Újpest egyik jelképe

A kerékpáros és gyalogos közlekedésre is szolgáló hídon, a Népszigeten át, a Duna fölött vezet a 2-es számú, Budapest–Esztergom-vasútvonal. A hídon keresztül Budára, a III. kerületbe, Aquincumba, Pesten pedig a IV. és a XIII. kerület határához, a 3-as metró Újpest-Városkapu megállójához érkezünk. Az eredeti hidat 1945-ben a visszavonuló német csapatok, a többi budapesti hídhoz hasonlóan felrobbantották, és csak 10 évvel később, 1955-ben, az Összekötő vasúti híd helyreállítása után feleslegessé vált elemekből épült egy új, átmenetinek (5-10 év) szánt szerkezet. Formája a Roth-Waagner-féle szerkezet továbbfejlesztése, azaz úgynevezett csavarozott "K"-híd volt, felépítése pedig részben a már említett (régi) Összekötő vasúti híd elbontott anyaga, részben új gyártású elem. Próbaterhelése 1955. május 5-én történt meg. A híd állapota azonban (átmenetinek szánt jellege, illetve az ebből fakadó minimális felújítás miatt) folyamatosan romlott, kisebb javítgatásokkal mégis sikerült az eredeti élettartam sokszorosára, 53 évre növelni a fenntarthatóságot. Ezalatt természetesen először súly-, majd sebességkorlátozásokat vezettek be rajta, ami először a tehervonatok kitiltásában nyilvánult meg, majd a személyszállításban megjelentek, illetve állandóvá váltak a könnyebb szerkezetű motorkocsik. A 2000-es évek elejére a szakaszon 5–10 km/h-s sebességkorlátozásokat vezettek be, a déli járdát pedig életveszélyessé nyilvánítása miatt lezárták a gyalogos forgalom elől. Így aztán elkerülhetetlen volt egy új hídszerkezet megépítése, amit évek tervezése után végül 2008 nyarán meg is ejtettek, a K-szerkezetet teljesen új gyártású, keskenyebb, zöld színű hídszerkezetre cserélték, az elektromos vezetékeket a pályatest alá rakták, a pilléreket pedig megerősítették. A vonatok immár 80 km/h-ra korlátozott sebességgel haladhatnak át a hídon (a hidat 120 km/h-s órás maximális sebességre tervezték, a korlátozás biztonsági okokból történt); valamint egyik járdáján bicikliutat, másikon pedig gyalogjárdát alakítanak ki.

## Intézmények

### Oktatási, nevelési intézmények

#### Bölcsődék
- Aradi Bölcsőde
- Homoktövis Bölcsőde
- Karinthy Frigyes Általános Művelődési Központ Bölcsőde
- Labdarúgó Bölcsőde
- Lakkozó Bölcsőde
- Leiningen Bölcsőde
- Módszertani feladat ellátását segítő Bölcsőde
- Pozsonyi Bölcsőde
- Rózsaliget Bölcsőde
- Újpesti Önkormányzati Bölcsődék Intézménye

#### Óvodák
- Pozsonyi Óvoda
- Csányi Óvoda
- Aradi Óvoda
- Aranyalma Óvoda
- Bőrfestő Óvoda
- Homoktövis Óvoda
- Karinthy Frigyes Általános Művelődési Központ Napközi Otthonos Óvoda
- Lakkozó Óvoda
- Nyár Óvoda
- Óceán Óvoda
- Park Óvoda
- Újpesti Játék-Mozgás-Kommunikáció Óvoda

#### Zeneiskola
- Erkel Gyula Újpesti Zenei Alapfokú Művészeti Iskola

#### Általános iskolák és gimnáziumok
- Angol Nyelvet Emelt Szinten Oktató Általános Iskola
- Csokonai Vitéz Mihály 12 Évfolyamos Gimnázium
- Halassy Olivér Német Nyelvet Emelt Szinten Oktató Általános Iskola
- Karinthy Frigyes Magyar–Angol Kéttanítási Nyelvű Általános Iskola
- Lázár Ervin Általános Iskola
- Megyeri Úti Általános Iskola
- Pécsi Sebestyén Ének-Zenei Általános Iskola és Alapfokú Művészeti Iskola
- Újpesti Általános Iskola és Egységes Gyógypedagógiai Módszertani Intézmény
- Újpesti Babits Mihály Gimnázium és Általános Iskola

A Káposztásmegyeren található intézmény 1986-ban nyitotta meg kapuit.
- Újpesti Bajza József Általános Iskola
- Újpesti Bene Ferenc Általános Iskola
- Újpesti Bródy Imre Gimnázium és Általános Iskola
- Újpesti Csokonai Vitéz Mihály Általános Iskola és Gimnázium
- Újpesti Homoktövis Általános Iskola
- Újpesti Károlyi István Általános Iskola és Gimnázium
- Újpesti Könyves Kálmán Gimnázium
- Újpesti Szigeti József Utcai Általános Iskola
- Újpesti Szűcs Sándor Általános Iskola
- Újpest

#### Szakközépiskolák
- Berzeviczy Gergely Közgazdasági és Két Tanítási Nyelvű Külkereskedelmi Szakközépiskola: A Szusza Ferenc Stadion szomszédságában található iskola 1947-ben Újpesti Kereskedelmi Gimnázium, később Újpesti Közgazdasági Technikum, Közgazdasági Szakközépiskola, 1956-tól Berzeviczy Gizella Közgazdasági Szakközépiskola, majd Berzeviczy Gizella Közgazdasági és Külkereskedelmi Szakközépiskola néven működött. 1993-ban vette fel Berzeviczy Gergely (1763–1822) haladó szellemű, felvidéki magyar közgazdász nevét.
- Kanizsay Dorottya Egészségügyi Szakképző Iskola és Gimnázium
- Kozma Lajos Faipari és Kreatív Technikum: A Kozma Lajos Faipari és Kreatív Technikum és jogelődje egyidős a magyar középfokú szakképzéssel. Története tükrözi a hazai technikusképzés egész történetét. A Középipari Tanoda 1883-ban alapított faipari tagozata 1947-ben költözött Újpestre, és egyesült az itteni községi szakiskolával, ami 1895-től a történelmi Magyarország első Faipari Szakiskolája volt. A múlt század vége óta gyors ütemben növekvő faipar több mint ezer prosperáló vállalkozása építtette fel az iskola akkor impozáns épületét (ma Görgey Artúr út 26.). A gazdaság változó igényei folytán – az épület-adta lehetőségeket kihasználva – idővel újabb szakmák oktatása is megindult, 1926-ban fémipari, majd néhány évtizede elektronikai szakterületen, az akkor szervezetileg már külön vált, de közös épületben működő testvériskolában. A faipari technikus képzés a hatvanas, hetvenes évekre az épület alapterületét, tanulólétszámát tekintve visszaszorult ugyan, de megőrizte, illetve továbbadta az évszázados múlt szakmai tapasztalatait. A szorító helyhiányt 1986-ban a régi épülettel szemközt, az utca túloldalán felépült új iskolaépület és annak korszerű tanműhelye oldotta meg. Ezek a körülmények nyújtottak jó lehetőséget arra, hogy az 1990-es rendszerváltozást követően alapjaiban átalakuló hazai faipar követelményeinek megfelelően, az eddigi tapasztalatát felhasználva, az iskola nevelőtestülete megkezdje a faipari technikusképzés teljes körű megújítását.
- Újpesti Két Tanítási Nyelvű Műszaki Szakközépiskola, Szakiskola és Gimnázium

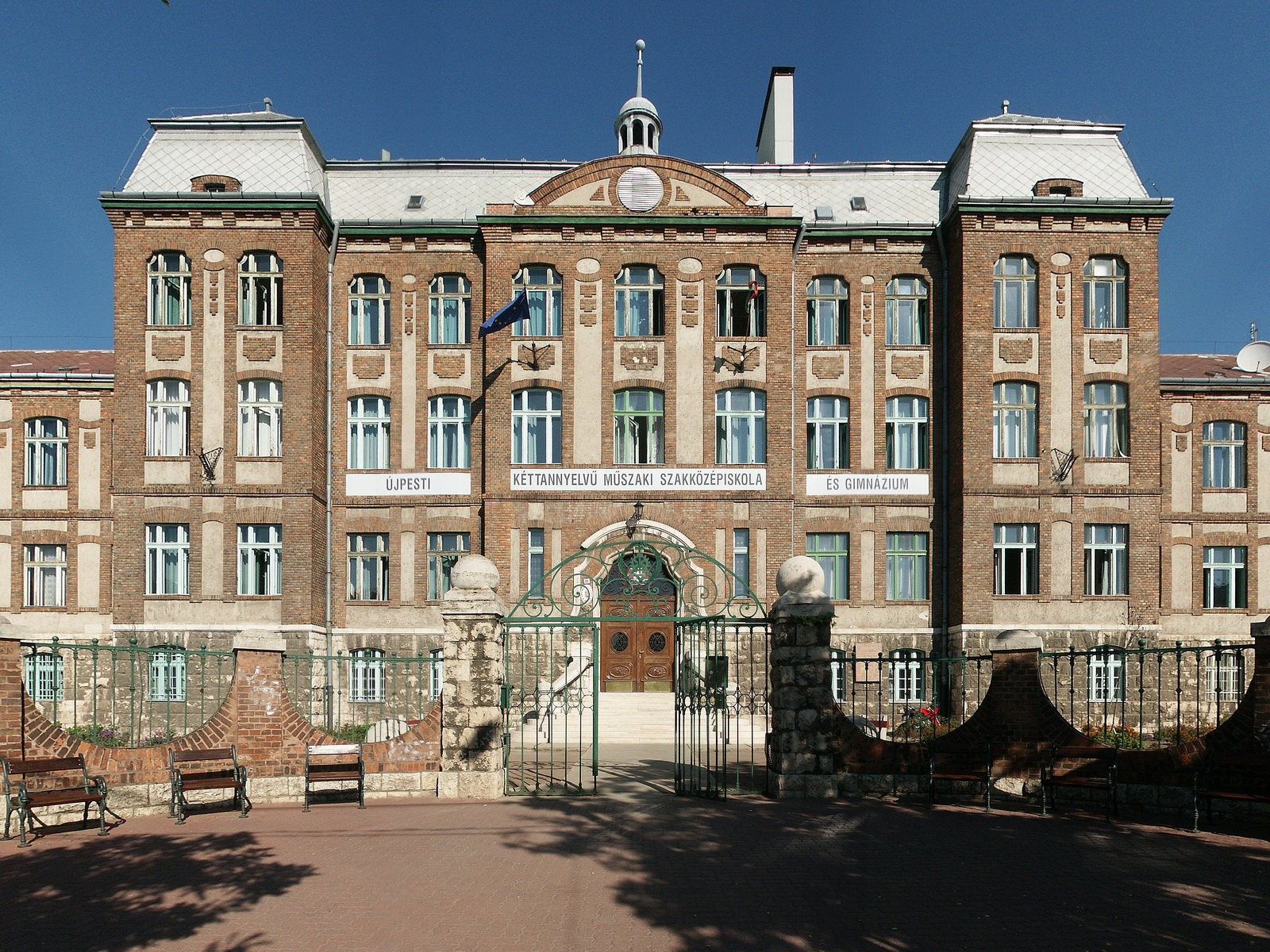
Az Újpesti Két Tanítási Nyelvű Műszaki Szakközépiskola és Gimnázium épülete

### Kulturális intézmények

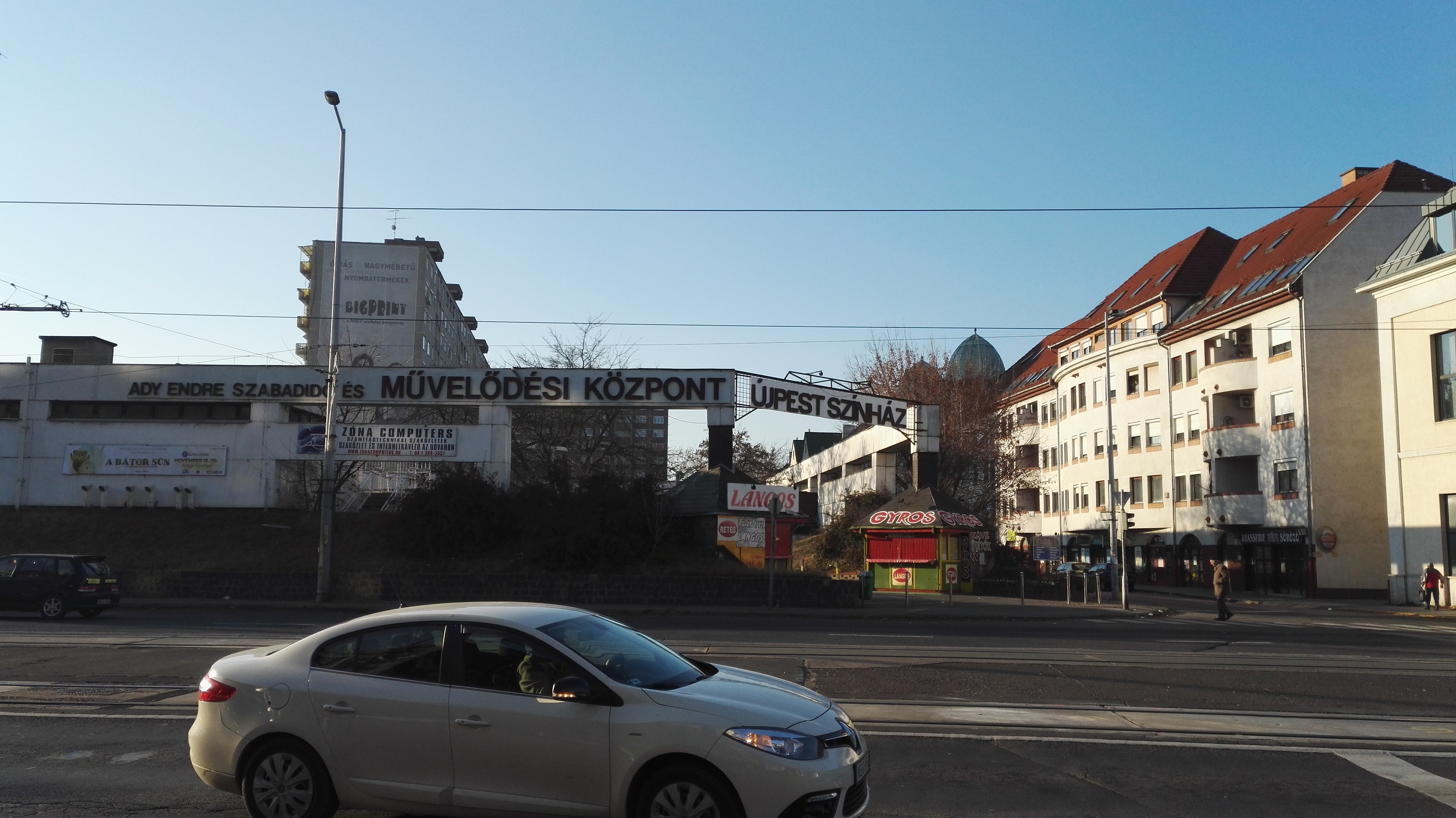
Az 1986–2020 között állt Ady Endre Művelődési Központ és Újpest Színház

Fővárosi Szabó Ervin Könyvtár újpesti fiókja ("Király könyvtár") - A Király Könyvtár Újpest központjában van. Elődje szintén Újpest-központi helyén, 1951-ben nyílt meg. A könyvtárépület állapota miatt vált szükségessé az intézmény jövőjének rendezése. 1997-ben költözött a mai épületébe. Központi fekvésének köszönhetően nagy olvasóforgalmat bonyolít le, az újpestiek kedvelt kulturális intézménye. Közel hétezer olvasója a szolgáltatások széles skáláját veheti igénybe, zenetára komoly- és könnyűzenei felvételeket egyaránt kínál az érdeklődőknek. Gyermekrészlege tizenkét éves korig szóló könyvkínálattal, mesekazettákkal várja a legkisebbeket.
Lepkemúzeum - A múzeum alapötletét Juhász György adta, a kiállítás törzsanyaga az ő 40 éves gyűjtőmunkájának eredménye. Az amatőr gyűjtőket összefogva egy profi bemutatót alakított ki a saját házában. Több mint egyéves kollekciórendezés és átalakítás után 2003 januárjában nyílt meg a múzeum. A kiállítás sokrétű, nemcsak a lepke- és rovarvilágot mutatja be, hanem a többi természeti kedvencből is ízelítőt ad (például ásványok, tengeri csigák, kagylók, fosszíliák, eredeti néprajzi tárgyak, stb.) A lepkegyűjtemény több részből áll: külön mutatja be a Kárpát-medence, a különböző trópusi régiók lepkéit, a nappali és éjszakai lepkéket. Mindezek mellett a múzeumban sok speciális, ritkán látható érdekesség is megtalálható.
MEO – Kortárs Művészeti Gyűjtemény - Anyagi okok miatt megszűnt. Az épület leginkább WAX Kultúrgyárként ismert, de hívták már az intézményt REKK Centernek is. Legutóbbi ismert kiállítás 2010-ben a "Ramszesz, az ásatás" volt az épületben.[forrás?]
UP Újpesti Rendezvénytér

Újpesti Kamaraszínház

Újpesti Kulturális Központ

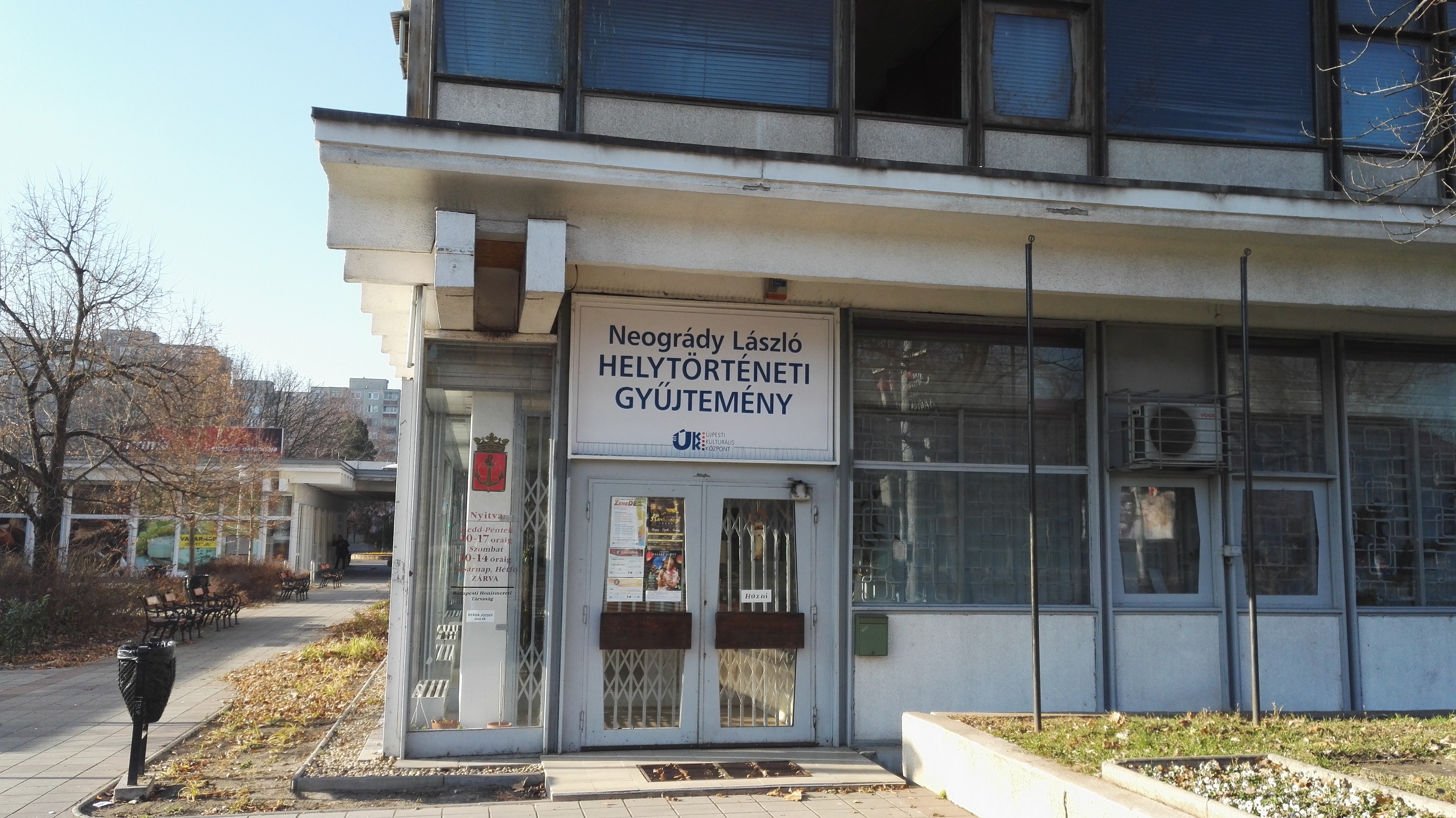
Neogrády László Helytörténeti Gyűjtemény

- Ady Endre Művelődési Ház (lebontva)
- Homoktövis Környezetvédelmi Oktatóközpont
- Ifjúsági Ház
  - Új Galéria
- Lóverseny Téri Közösségi Ház
- Megyeri Klub
- Neogrády László Helytörténeti Gyűjtemény - Az 1977-ben létesített, alapítványi fenntartású múzeumi jellegű intézmény, mely Újpest történeti, néprajzi emlékeit őrzi. Kiállításán látható többek között Újpest eredeti alapító oklevele 1840-ből, 19. századi iparos testületek emlékei, és egy 1929-es térkép. A gyűjtemény 2014. szeptember 2-án vette fel alapítójának, Neogrády Lászlónak a nevét. Vezetője: Szöllősy Marianne.
- Újpesti Polgár Centrum
  - Újpest Galéria

### Civil szervezetek

#### Egyesületek
- Alap Pedagógiai Egyesület
- Aschner Lipót Természetjáró Egyesület
- Budapesti Honismereti Társaság
- Bűn- és Balesetmegelőző Nemzetőrök Egyesülete
- Diamonds Sport Club
- Eötvös Társaság
- Újpesti Városvédő Egyesület

## Látnivalók
- Városháza

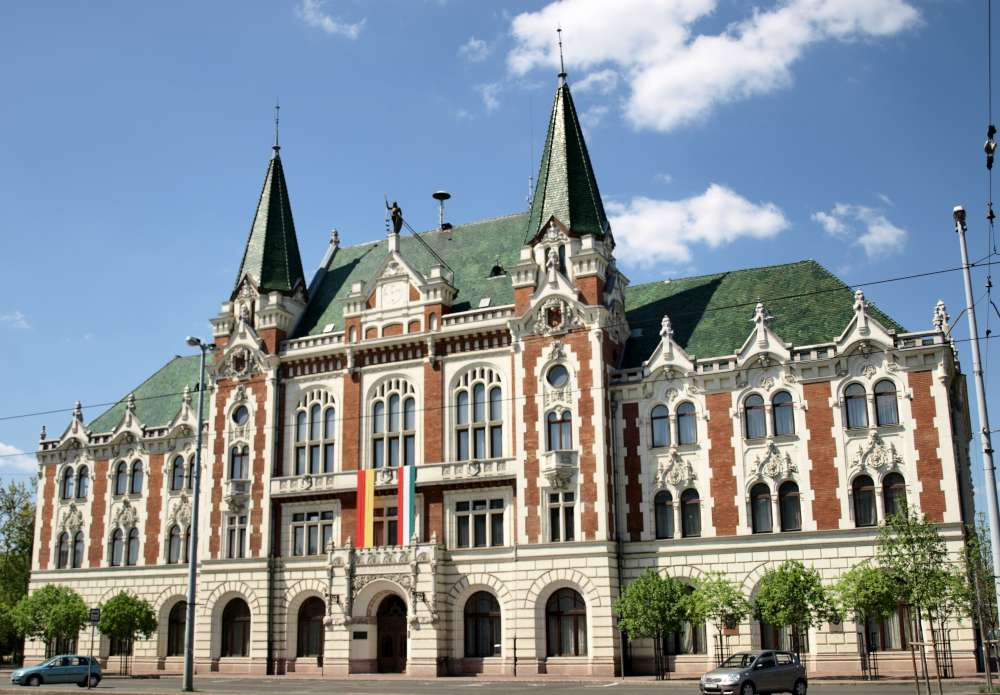
Az újpesti városháza

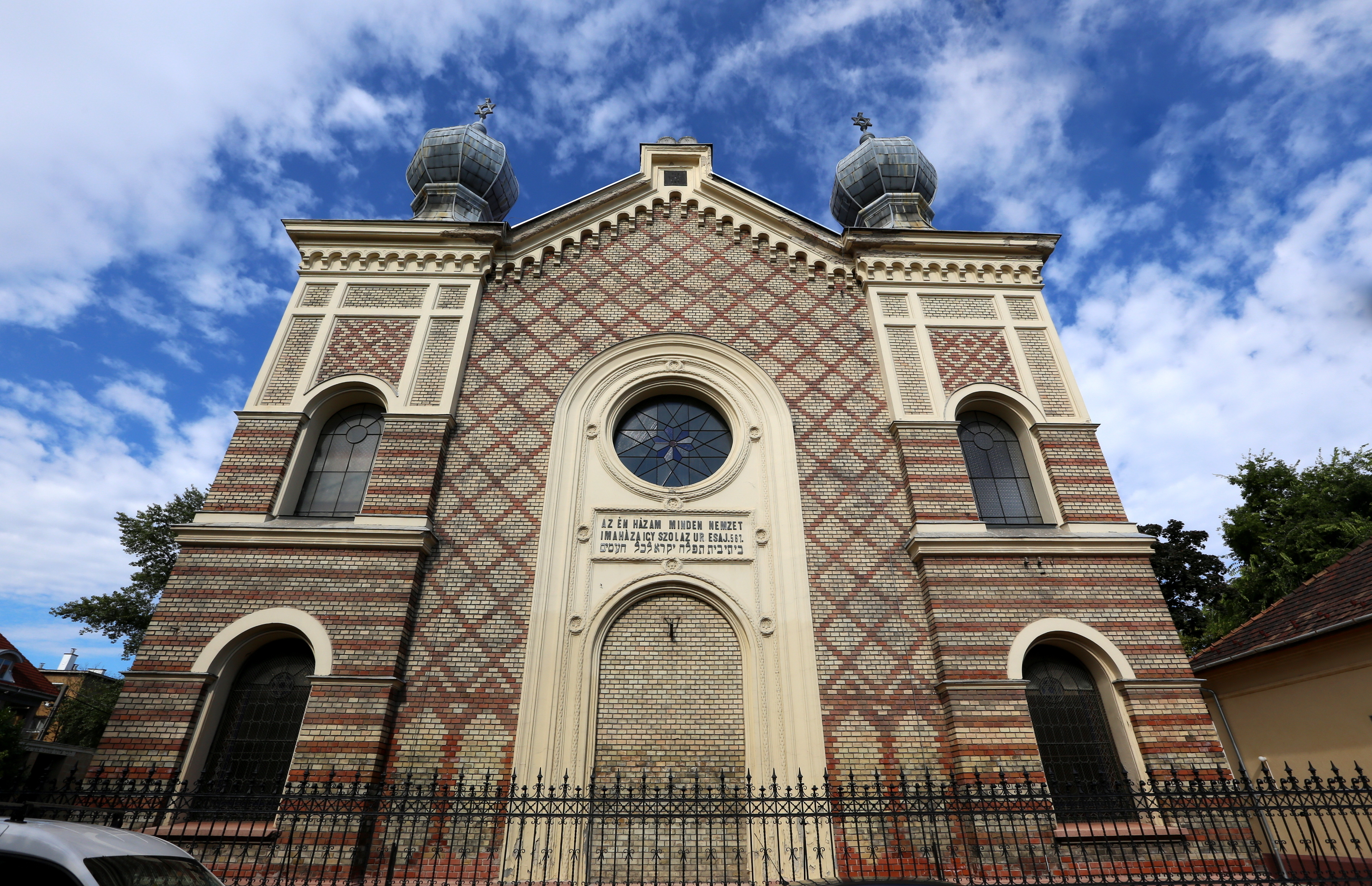
Újpesti zsinagóga

- Egek Királynéja római katolikus főplébánia-templom
Városháza mögött található; a település első katolikus temploma volt. A templom 1875 és 1881 között épült fel.[33]
- Újpest-Kertvárosi Szent István Plébánia[34]

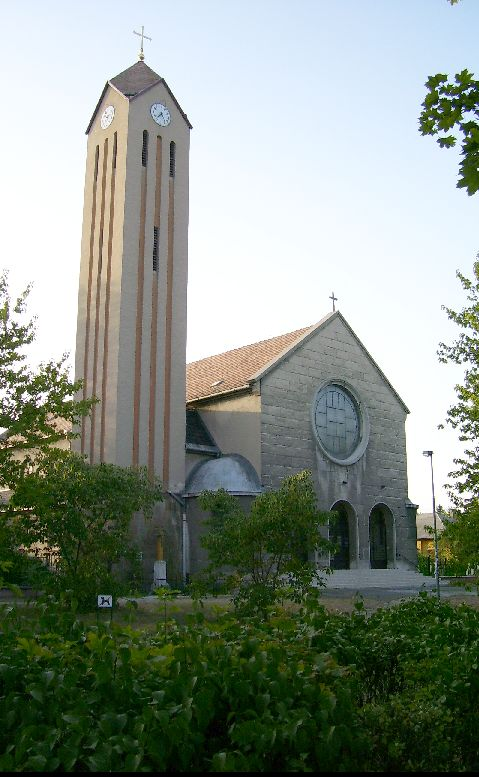
Az Újpest- Kertvárosi Szent István Plébánia

A kertvárosban, a Rákóczi tér 4–8. szám alatt található templom 1942 és 1946 között épült neoromán stílusban.
- Újpesti zsinagóga

1885–86-ban építették fel a Berzeviczy utcában ma is működő neológ zsinagógát. A belső tér kialakítása a Dohány utcai zsinagóga elrendezését követi. Az épület háromhajós, oldalkarzatos elrendezésű csarnok. A mellékhajók végeiben találhatók a lépcsőházak. Bizáncias fejezetű öntöttvas oszlopok földszinti sora tartja a karzatot, amelyen ritkábban elhelyezett ugyanilyen oszlopok támasztják alá – keresztbe fordított öntöttvas „vállkövek” közbeiktatásával A frigyszekrény feletti karzat volt az orgona eredeti helye, de az 1910-ben felállított hangszer 1944-ben elpusztult. A jelenleg használt – a kecskeméti zsinagógából származó – orgona a szemben levő karzaton áll. A zsinagóga Újpest egyik első reprezentatív középülete volt. Építészeti megformálásának magas színvonala már az 1880-as években jelezte, hogy az ipari peremtelepülés önálló kulturális arculatú várossá szándékozott válni, mint ahogy ez a 20. század elejére meg is valósult.
- Újpest-belsővárosi református templom

1878-ban épül fel a Városháza mellett álló templom.
- Újpesti evangélikus templom

Egyhajós, középtornyos épület, „modern reneszánsz” stílusban. Karcsú, magas tornya 17 méter magas. 1874-ben először lakóház magasságban épült téglából, vas toronnyal. Bár a templom és a paplak felépült, de hitelből, s mert a terheket nem bírták, a templomot 1877-78-ban elárverezték. Vastornyát a váci evangélikus gyülekezet vásárolta meg és az ma is ott látható. Az épületet végül Reich Sándor segítségével sikerült visszaszerezni. 1902-ben megnagyobbították, mai alakját 1911-ben nyerte el. Függesztett rabic mennyezetű. A lépcsőfokkal megemelt barokk faoltár (1883) színes márványutánzatú. Jézus mennybemenetelét ábrázoló oltárképét Margitay Tihamér festette és ajándékozta a templomnak. Az orgona 1928-ból való, a linzi Mauracher Testvérek műve. 1994-ben teljesen felújították. Mögötte van a feljárat a toronyba. A karzat vasbetonból készült, mellvéddel és beton burkolással. 1958-ban belülről kifestették a templomot, belső terét a liturgiai követelményeknek megfelelően átalakították. Kiképezték az oltárteret, s a parókia kertjéből kivágott cseresznyefából új faburkolattal bevont szószéket, új oltárasztalt készítettek, eléje kovácsoltvas korlátot emeltek. A templomban ökumenikus egyházzenei rendezvényeket tartanak. A gyülekezet megalakulásának százéves évfordulójára 1973-ban belül teljesen felújított templom részére Kardos József dr. Blázy Árpád lelkész tervei alapján az oltárra kovácsoltvas feszületet, gyertyatartókat, a terembe lámpatesteket készített.
- Újpesti baptista imaház

1901-től önállósult az újpesti baptista gyülekezet, ugyanis addig a Budapest-Wesselényi utcai gyülekezet fiókgyülekezete volt. Gerwich György (1871–1952), a hamburgi baptista teológián végzett fiatal prédikátor vezetésével lendületes gyülekezeti munka vette kezdetét. Addig Wiegand Ágoston (1864–1924), későbbi bécsi prédikátor állt a közösség élén. Vezetésével 1890-ben, a Lőrincz utcában, majd 1903-tól a Diófa utcában (ma Kassai utca) alakítottak ki imatermet az egyre bővülő létszámú közösségnek. 1914-ben épült fel a mai imaház elődje Metzler Antal építész tervei szerint. Az építkezést a Duna-menti németek és József Ágost főherceg is támogatta anyagilag. Az imaházban a hitélet mellett színvonalas kulturális élet is virágzott. A húszas évekig német nyelven folyt az istentisztelet tolmácsolással, majd fokozatosan hódított tért a magyar nyelv. Az újpesti baptista imaház újjáépítése egybeesett az Újpest központjában emelkedő tízemeletesek építésével. Kiemelkedő zenei élet folyik a gyülekezetben. Orgonáját 1939 óta többször átépítették. Ma 32 regiszteres orgonáján rendszeresen tartanak orgonahangversenyeket. Mintegy 30 éve itt tartják meg az országos egyházzenei tanfolyamokat, mintegy 100-150 fiatal részvételével. Nemzetközileg és felekezetközileg is ismert hely az újpesti baptisták imaháza. Gazdag történelme során olyan közismert személyek is álltak már szószékén, mint Ralph Abernathy lelkész, Martin Luther King közvetlen munkatársa, James Irwin holdutazó, az Apollo–15 űrhajósa, vagy Cliff Richard, a világhírű rock and roll énekes.
- Víztorony

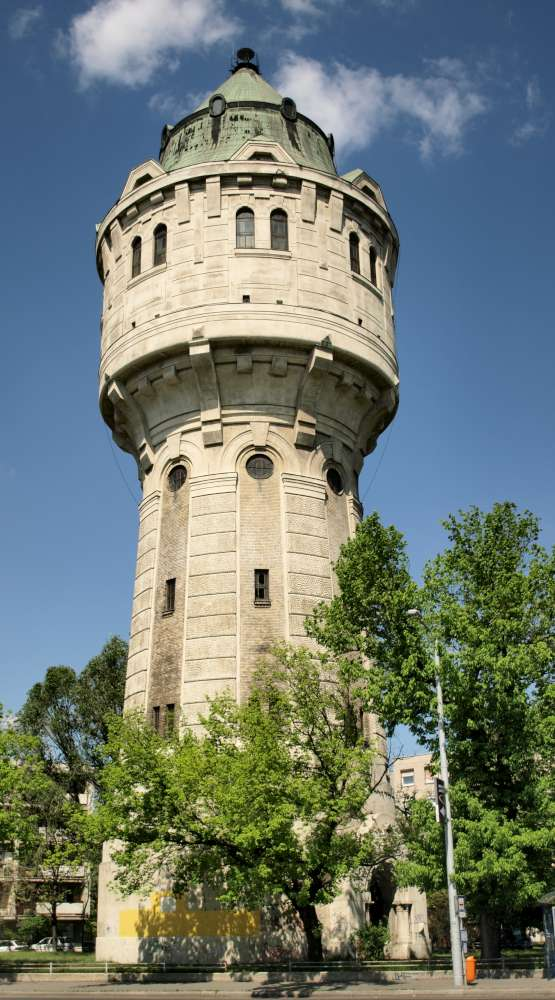
A víztorony az Árpád út felől. A korai magyar vas- és vasbeton-építészet kimagasló alkotása

A víztorony Újpest egyik szimbóluma. A Mihailich Győző és Dümmerling Ödön által tervezett épület 
 1911–12-ben épült. Az újpesti víztorony egy 1500 m³-es ún. Intze-rendszerű  15 m átmérőjű vasmedencét foglal magában. A víztorony alapozása 19 m átmérőjű, 2,40 m vastag beton lemez. A torony alsó – fő teherhordó – része téglafal, 9,50 m belső átmérővel, 1,80 m kezdő falvastagsággal. A felépítmény 27 m magasságig mintegy 2 méternyit szűkül, a konzolok alsó alján a külső átmérő kb. 11,6 m. A víztorony építészeti kialakításánál ügyeltek arra, hogy az a város díszére legyen.
1944-ben a nyilasok fel akarták robbantani, de az újpesti partizánok sikeres rajtaütésének köszönhetően megmenekült.
2003 februárjáig a környékbeli gyárak ipari vízellátását biztosította. Mára a műtárgyat használaton kívül helyezték.

## Sportélete
- Az Újpest FC a legkorábban (1885-ben) alapított ma is létező, nagy múltú magyar sportegyesület. A labdarúgócsapat ezidáig 20 bajnoki címmel, 11 kupagyőzelemmel és 3 szuperkupa-diadallal büszkélkedhet.[35] A lila-fehér jégkorongosok 13-szor bizonyultak a honi mezőny legjobbjának. A újpesti vízilabdások 26 bajnoki cím mellé 19 kupagyőzelmet, 1 BEK- és 3 LEN-kupa aranyat gyűjtöttek. Az UTE egyéb szakosztályai számtalan olimpiai, világ- és Európa-bajnok sportolóval büszkélkedhetnek.
- A Megyeri úton található az Újpesti Torna Egylet (UTE) stadionja, a Szusza Ferenc Stadion.[36]
- UTE Atlétikai Stadion és Tornacsarnok: Szilágyi u. 30.
- UTE-jégcsarnok
2004 januárjában nyitotta meg kapuit a hajdani szabadtéri jégpálya helyén épült csarnok. Befogadóképessége: 1528 ülő- és körülbelül 500 állóhely. A Szusza Ferenc Stadion tőszomszédságában található létesítményben egy pálya van. A nyitómeccsen, 2004. január 3-án az UTE 8:3-ra legyőzte a Miskolci Jegesmedvék csapatát.
- Budapesti Koriközpont (korábban Astra Zeneca Jégcsarnok)
Káposztásmegyeren a Homoktövis utca 1. alatt van a Budapesti Koriközpont. A 2003-ban megnyitott létesítményben két jégpálya található. A centerpálya lelátóin körülbelül 2400-an fér el egyszerre. A Koriközpont jelenleg a Vasas jégkorongcsapatának ad otthont, de korábban itt játszotta hazai meccseit az FTC is.[37]
- Halassy Olivér Sportközpont: Pozsonyi út 4/c.
- Ifjúsági Sporttelep: Tábor u. 24.
- Bene Ferenc Testnevelés Tagozatos Általános Iskola: Munkásotthon u. 3.[38]
- az Újpesti Kultúra Sportegyesület Sakkszakosztálya[39]
- Újpest Bulldogs Amerikai Football Club

## Városrészek
A kerület területén Budapest hat városrésze osztozik (Istvántelek, Káposztásmegyer, Megyer, Népsziget, Székesdűlő és Újpest), közülük a Népsziget átnyúlik a XIII. kerületbe is.

## Fontosabb utcák, terek

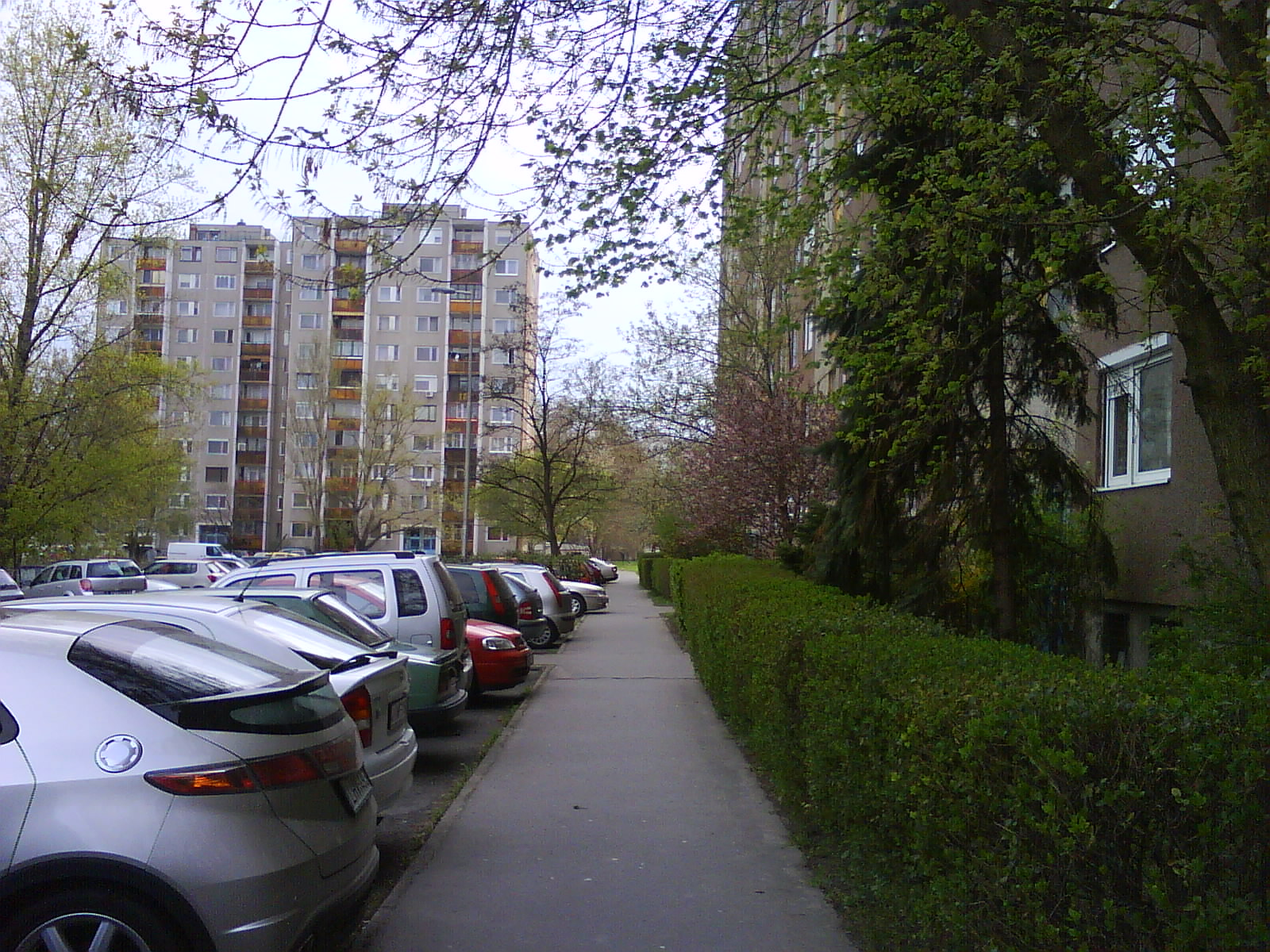
A Munkásotthon utca

- Váci út
- Árpád út
- Fóti út
- Görgey Artúr utca
- Megyeri út
- István út
- Külső Szilágyi út
- Munkásotthon utca

## Budapest IV. kerületéhez kötődő személyek

### Díszpolgárok
Újpest (történelmi település) önálló városként 1887-től adományozott díszpolgári címet a település elismeréseként. Nagy-Budapest 1950-es létrehozásával a kerületnek ez a joga nem maradt meg, és csak 1990 után nyílott lehetőség a cím ismételt odaítélésére.
A „Újpest Díszpolgára” címet a kerület képviselő-testülete 1992-ben alapította azok érdemeinek elismerésére el, akik kimagasló munkásságukkal vagy egész életművükkel hozzájárultak a kerület fejlődéséhez, szakmai tevékenységükkel emelték vagy elősegítették a kerület fejlődését, országos, vagy nemzetközi szinten elismerést szereztek neki, öregbítve a város jó hírnevét, továbbá példamutató magatartásuk miatt köztiszteletben állnak. 2012 óta különösen indokolt esetben, például kiemelkedő teljesítmény vagy eredmény esetén, soron kívüli adományozásra is sor kerülhet.
A díszpolgári címmel oklevél, arany pecsétgyűrű, emlékplakett és kitűző-jelvény jár. A kitüntetett jogosult a díszpolgári cím használatára, nevét bejegyzik a Díszpolgárok Könyvébe, meghívják az önkormányzat ünnepségeire, meghívhatók testületi ülésekre, felkérhetik a kerületet képviselő küldöttségek tagjának, továbbá díjtalanul látogathatják az önkormányzat művészeti és közművelődési intézményeit, rendezvényeit. A címre méltatlanná vált személyektől a cím a képviselő-testület minősített többségi szavazatával visszavonható.

## Testvértelepülései
- Marzahn-Hellersdorf (Berlin 10. kerülete), Németország (1989 vagy 1990)[42][43]
- Tyresö (részben Stockholmhoz tartozó község) Svédország (?)[43]
- Halkída, Görögország (?)[forrás?]
- Csíkszentgyörgy, Románia (2016)[44][45]

## Képgaléria

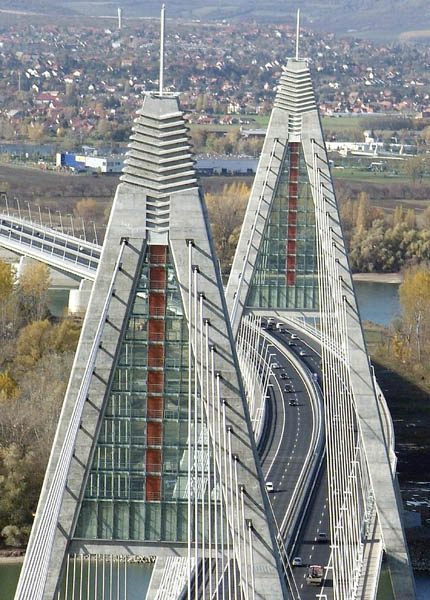
A Megyeri híd légi fotója
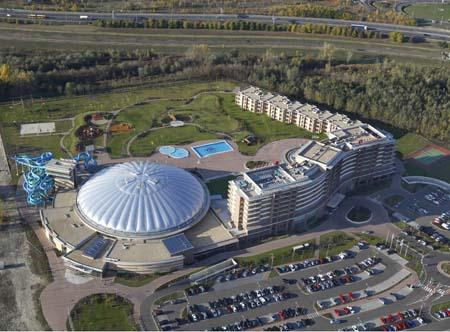
A Ramada Resort Aquaworld
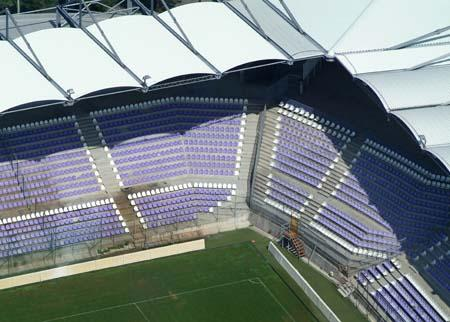
Az Ute stadion légi fotója
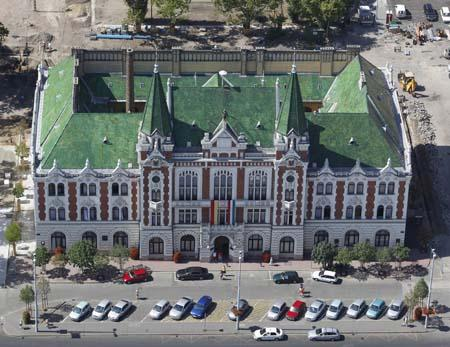
A városháza madártávlatból
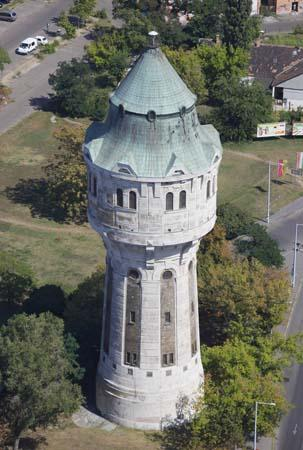
A víztorony légi felvételen
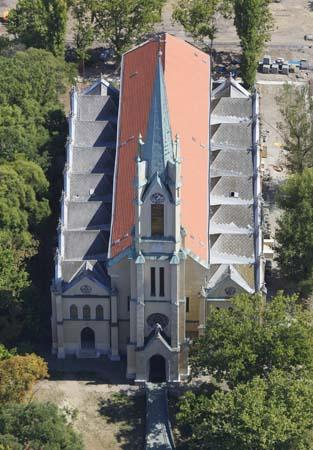
Egek Királynéja Főplébánia-templom
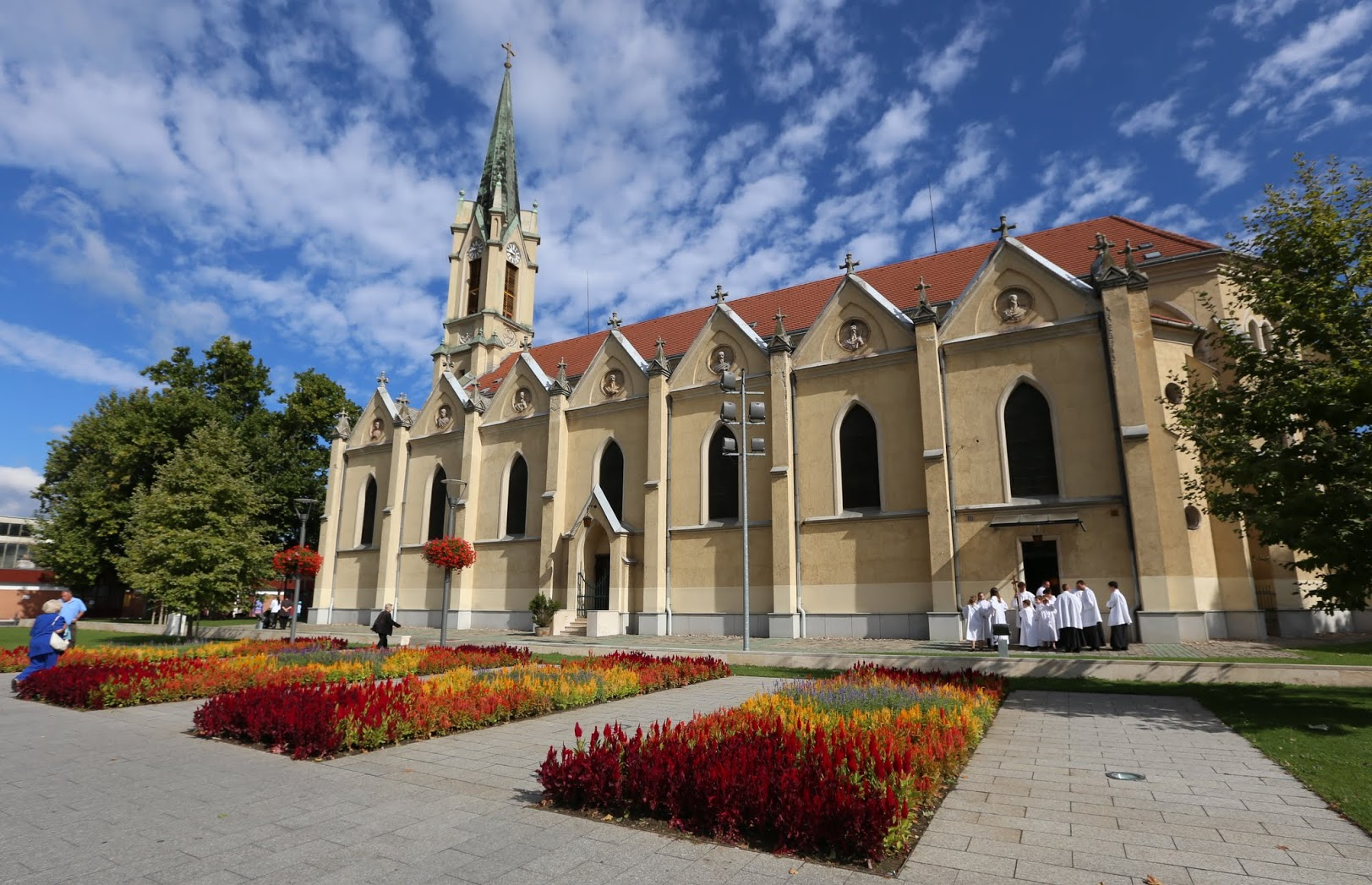
Egek Királynéja Főplébánia-templom